# President Range
President Range är ett berg i Kanada.   Det ligger i provinsen British Columbia, i den centrala delen av landet, 3 000 km väster om huvudstaden Ottawa. Toppen på President Range är 3 138 meter över havet, eller 671 meter över den omgivande terrängen. Bredden vid basen är 7,2 km.
Terrängen runt President Range är huvudsakligen bergig.Trakten runt President Range är nära nog obefolkad, med mindre än två invånare per kvadratkilometer.. Det finns inga samhällen i närheten. 
Trakten runt President Range består i huvudsak av gräsmarker.